# 英國廣播公司新聞部
英國廣播公司新聞部（英語：BBC News），簡稱“BBC新聞部”，是英國廣播公司旗下的一個業務運營事業部門，負責搜集和廣播英國及世界各地的新聞及時事。英國廣播公司新聞部是目前全球最大的廣播新聞機構，它每天約生產120小時的電視與廣播電台節目及互聯網報道。它在全球設有50個海外新聞部門並派駐250多名記者。德博拉·特尼斯自2022年9月起開始擔任新聞與時事執行長。
根據英國通訊管理局在2019年發佈的一份報告，英國廣播公司在2018年4月至2019年3月期間共計花費1.36億英鎊在新聞業務。英國廣播公司新聞部的國內、國際及網絡新聞部門都設立在歐洲最大的現場新聞編輯室——倫敦廣播大樓內；而英國國會相關內容則是通過位於倫敦的工作室進行廣播。通過BBC英格蘭地區部，英國廣播公司在英格蘭各地區都設有區域中心；同時也在北愛爾蘭、蘇格蘭和威爾斯設有全國新聞中心。所有全國新聞中心和英格蘭地區的區域中心都會製作本地的新聞節目以及其他時事和體育節目。
英國廣播公司是一家獲得皇家特許狀的準自治公司，這使得其在運營商獨立於英國政府之外。

## 發展歷史

### 早年概況
英國廣播公司於1922年11月14日通過2LO電台播送了其第一份廣播電台新聞快報。為了避免競爭，當時的報紙出版商們說服英國政府禁止英國廣播公司在晚上7點之前播出新聞節目並要求其新聞節目只能採用通訊社稿件而不是自行採編報道。不過英國廣播公司逐漸獲得修改新聞稿件的權力並最終於1934 年創建了自己的新聞業務。但是此時仍然需要遵循晚上六點之前不能播出新聞的禁令，直至第二次世界大戰。除新聞外，由高蒙英國和幕維通製作的新聞影片也從1936年起於BBC電視服務上播出；而英國廣播公司也在1948年1月開始製作相似的新聞影片節目《電視新聞影片》。每週一次的《兒童新聞影片（Children's Newsreel）》於1950年4月23日開始播出，當時約有35萬名觀眾。1946年，BBC電視服務開始同步廣播其廣播電台新聞節目，播出時會放置一張靜態的大本鐘圖片。1954年7月5日，英國廣播公司終於推出了他們的電視新聞快報節目，這檔節目當時是租用位於倫敦亞歷山德拉宮的一部分房間作為演播室進行製作播出。
1953年對英國女王伊麗莎白二世加冕禮的轉播激發了民眾對電視及現場活動報道的興趣。據報道，當時約有多達2,700萬觀眾通過電視觀看了直播，首次超過收聽廣播電台的1,200萬聽眾人數。這些現場影像從倫敦市中心的21個攝影機傳送到亞歷山德拉宮進行傳輸，然後再傳輸到為該活動即時開放的其他英國發射機。那一年，英國約有200萬個電視許可證，隔年增加到超過300萬個，到1955年達到450萬個。

## 外部連接
- 官方网站
- bbcnewsd73hkzno2ini43t4gblxvycyac5aw4gnv7t2rccijh7745uqd.onion (如何访问)